# Saint-Georges-de-Reintembault
Pour les articles homonymes, voir Saint-Georges, Saint Georges (homonymie) et Georges.
Saint-Georges-de-Reintembault est une commune française située dans le département d'Ille-et-Vilaine en région Bretagne, peuplée de 1 524 habitants.

## Géographie

### Villages, hameaux, écarts, lieux-dits
(liste non exhaustive)
- Touches (les)
- Grande Connais (la)
- Hurlais (la)
- Villiers Cador
- Place de la Barrière.

### Communes limitrophes
| Saint-Aubin-de-Terregatte (Manche) | Saint-Laurent-de-Terregatte (Manche) | Hamelin (Manche) |
| Montjoie-Saint-Martin (Manche)     | Saint-Georges-de-Reintembault        | Monthault        |
| Le Ferré                           | Poilley, Villamée                    | Mellé            |

### Hydrographie
Pour un article plus général, voir Réseau hydrographique d'Ille-et-Vilaine.
La commune est située dans le bassin Seine-Normandie. Elle est drainée par le Beuvron, le Lair, le ruisseau de la Ramee, le ruisseau de Livet, le ruisseau du Gue Husson, le cours d'eau 01 de la commune de Montjoie-Saint-Martin, le fossé 01 de Chapel Noire, le fossé 01 de la Cadorais, le fossé 01 de la Gilberdais, le fossé 01 de la Haute Couvrie, le fossé 01 de la Hurlais, le fossé 01 de Longuève, le fossé 01 du Bas Chalonge, le fossé 01 du Rocher Avrillon, le fossé 06 de l'Ermitage, le ruisseau de la Bellerie, le ruisseau de la Bruyere, le ruisseau de la Gresillere, le ruisseau de Longueve, le bras 01 de la Hurlais,,.
Le Beuvron, d'une longueur de 31 km, prend sa source dans la commune de Parigné et se jette  dans la Sélune à Ducey-Les Chéris, après avoir traversé onze communes. 

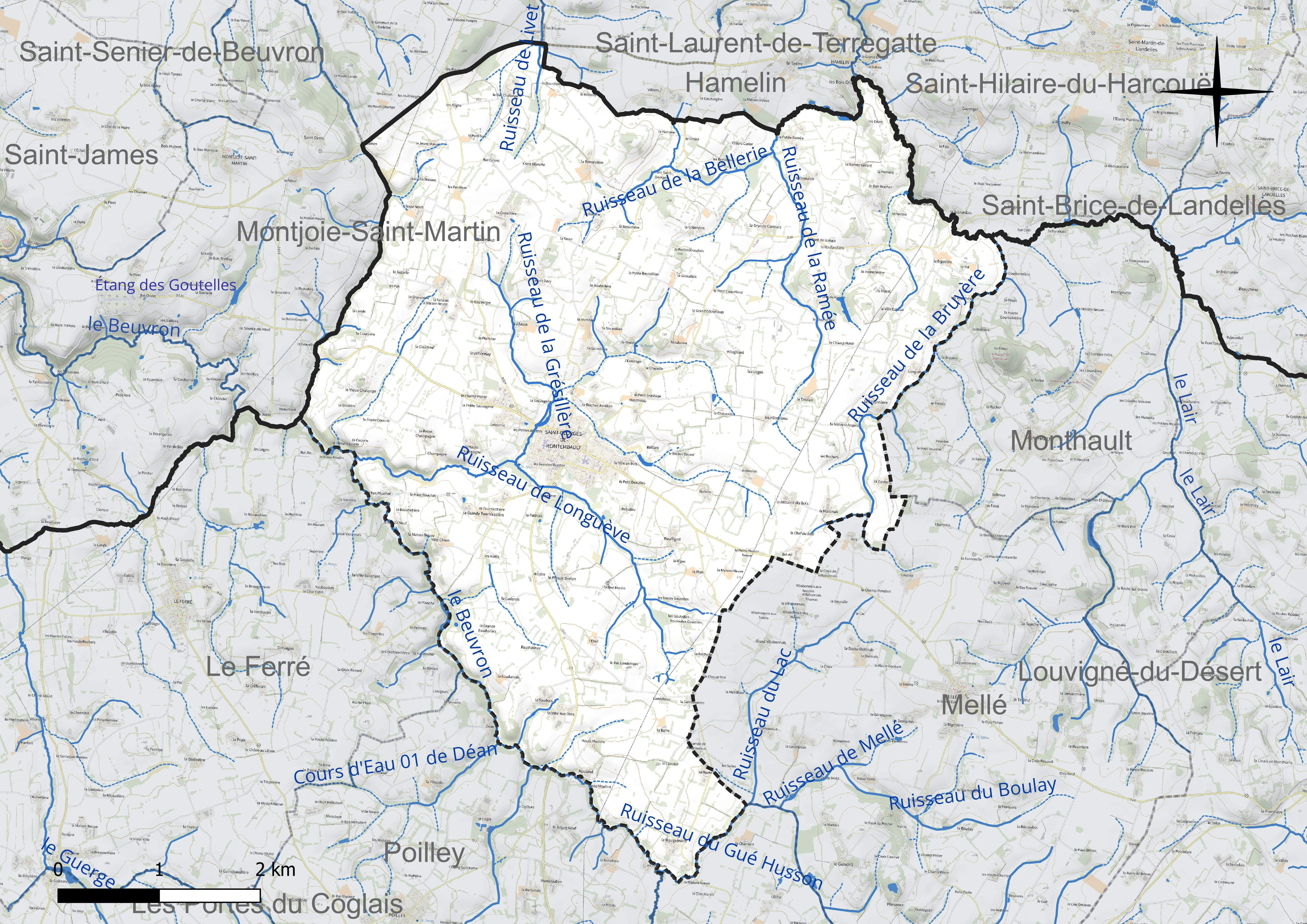
Réseau hydrographique de Saint-Georges-de-Reintembault.

Le Lair, d'une longueur de 15 km, prend sa source dans la commune de Louvigné-du-Désert et se jette  dans la Sélune en limite de Saint-Hilaire-du-Harcouët et de Saint-Laurent-de-Terregatte, après avoir traversé huit communes. 

### Climat
Pour des articles plus généraux, voir Climat de la Bretagne et Climat d'Ille-et-Vilaine.
En 2010, le climat de la commune est de type climat océanique franc, selon une étude du CNRS s'appuyant sur une série de données couvrant la période 1971-2000. En 2020, Météo-France publie une typologie des climats de la France métropolitaine dans laquelle la commune est exposée à un climat océanique et est dans la région climatique  Bretagne orientale et méridionale, Pays nantais, Vendée, caractérisée par une faible pluviométrie en été et une bonne insolation. Parallèlement l'observatoire de l'environnement en Bretagne publie en 2020 un zonage climatique de la région Bretagne, s'appuyant sur des données de Météo-France de 2009. La commune est, selon ce zonage, dans la zone « Intérieur Est », avec des hivers frais, des étés chauds et des pluies modérées.
Pour la période 1971-2000, la température annuelle moyenne est de 10,7 °C, avec une amplitude thermique annuelle de 12,9 °C. Le cumul annuel moyen de précipitations est de 940 mm, avec 14 jours de précipitations en janvier et 8,4 jours en juillet. Pour la période 1991-2020, la température moyenne annuelle observée sur la station météorologique la plus proche, située sur la commune de Louvigné-du-Désert à 9 km à vol d'oiseau, est de 11,1 °C et le cumul annuel moyen de précipitations est de 941,3 mm,. Pour l'avenir, les paramètres climatiques de la commune estimés pour 2050 selon différents scénarios d'émission de gaz à effet de serre sont consultables sur un site dédié publié par Météo-France en novembre 2022.

## Urbanisme

### Typologie
Au 1er janvier 2024, Saint-Georges-de-Reintembault est catégorisée commune rurale à habitat dispersé, selon la nouvelle grille communale de densité à sept niveaux définie par l'Insee en 2022.
Elle est située hors unité urbaine et hors attraction des villes,.

### Occupation des sols
L'occupation des sols de la commune, telle qu'elle ressort de la base de données européenne d'occupation biophysique des sols Corine Land Cover (CLC), est marquée par l'importance des territoires agricoles (95,4 % en 2018), une proportion sensiblement équivalente à celle de 1990 (96,1 %). La répartition détaillée en 2018 est la suivante : 
prairies (50,5 %), zones agricoles hétérogènes (30,3 %), terres arables (14,6 %), zones urbanisées (2,6 %), forêts (2,1 %). L'évolution de l'occupation des sols de la commune et de ses infrastructures peut être observée sur les différentes représentations cartographiques du territoire : la carte de Cassini (XVIIIe siècle), la carte d'état-major (1820-1866) et les cartes ou photos aériennes de l'IGN pour la période actuelle (1950 à aujourd'hui).

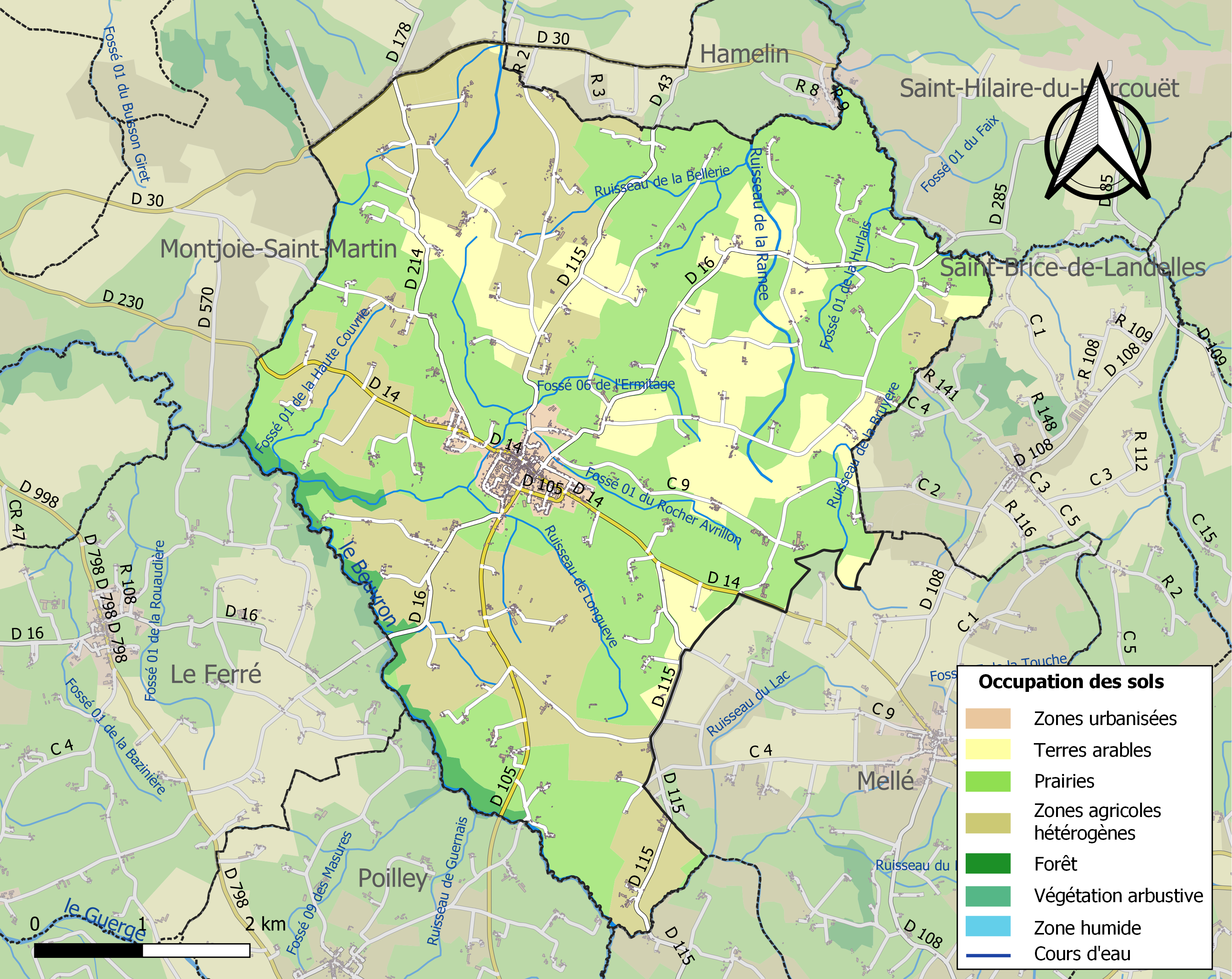
Carte des infrastructures et de l'occupation des sols de la commune en 2018 (CLC).

## Santé
- La commune est toujours à la recherche d'un médecin généraliste, étant située dans une zone de faible démographie médicale. Elle dispose pour l'instant de la présence d'un cabinet médical, avec actuellement un médecin généraliste en activité et un chirurgien dentiste. À ses côtés, une pharmacie est présente et un cabinet infirmier.

## Commerces
Saint-Georges-de-Reintembault a comme commerces une boulangerie, une boucherie, un supermarché et une pharmacie.

## Toponymie
Le nom de la localité est attesté sous les formes Sanctus Georgius de Restenbaut au XIIe siècle, Saint-Georges-de-Restambault en 1476, Sanctus Georgius Reintembani en 1516, Saint-Georges-de-Reinthembault au XVIIe siècle.
Est issu de Restembault, seigneur et fondateur de la paroisse Saint Georges.

## Histoire
À la fin de l'Ancien Régime, Saint-Georges appartient à la subdélégation et à la sénéchaussée de Rennes. Elle bénéficiait d'un marché hebdomadaire et de quatre foires annuelles.
Le bailliage des Touches dépendait de l'abbaye Notre-Dame du Tronchet.
La seigneurie d'Ardaine (ou Ardennes) avait titre de châtellenie et appartenait à la famille du nom, avant de se fondre (début XVe siècle dans les Romilley de La Chesnelaye, qui la firent ériger en marquisat par lettres de décembre 1644.
Le cahier de doléances est rédigé le 5 avril 1789 : les habitants demandent la réduction des impôts, qu'ils soient mieux répartis, la simplification de la carte administrative qui rend compliqué d'obtenir justice, l'abolition de droits seigneuriaux (corvée, pigeonnier, etc.). Certains articles sont recopiés de modèles.
Le bourg est très favorable à la Révolution, qui est soutenue par le clergé local, d'autant qu'il devient chef-lieu de canton. Ce positionnement est facilité par l'attitude du clergé, le curé et les quatre vicaires prêtant serment à la constitution civile du clergé. Les sentiments de la population vis-à-vis des changements apportés par la Révolution française se manifestent dans la création d'une société populaire, et dans l'organisation des fêtes révolutionnaires, dont la principale est celle célébrant l'anniversaire de l'exécution de Louis XVI, accompagnée d'un serment de haine à la royauté et à l'anarchie, fêtée à partir de 1795. La vie de la commune, bastion bleu isolé en pays chouan, est cependant difficile : elle doit accueillir les réfugiés des communes voisines, vit sur le pied de guerre en permanence (la garde nationale compte 500 hommes, pour 3 000 habitants). Les menaces sont nombreuses : lors de la virée de Galerne, les Vendéens passent à proximité de Saint-Georges, suscitant l'inquiétude ; de juillet 1795 à décembre 1796, les chouans attaquent le bourg cinq fois.

## Héraldique
| Blason de Saint-Georges-de-Reintembault | Blason  | D'azur à la bande d'argent chargée de trois bouquets de houx feuillés de deux pièces de sinoples et fruités de cinq pièces de gueules, accompagné en chef de Saint Georges d'or à cheval terrassant le dragon et en pointe de cinq fleurs de crocus d'argent. |
| Blason de Saint-Georges-de-Reintembault | Détails | Armes de la famille d'Ardaine (à l'exception du cavalier Saint Georges), anciens seigneurs du lieu et patrons de la paroisse. Le statut officiel du blason reste à déterminer.                                                                                |

## Politique et administration

### Jumelages
Avec les sept autres communes du canton de Louvigné-du-Désert, aujourd'hui dissous, Saint-Georges-de-Reintembault est jumelée avec :
- Burnham-on-Sea and Highbridge (Royaume-Uni) depuis 2000.

## Démographie
L'évolution du nombre d'habitants est connue à travers les recensements de la population effectués dans la commune depuis 1793. Pour les communes de moins de 10 000 habitants, une enquête de recensement portant sur toute la population est réalisée tous les cinq ans, les populations de référence des années intermédiaires étant quant à elles estimées par interpolation ou extrapolation. Pour la commune, le premier recensement exhaustif entrant dans le cadre du nouveau dispositif a été réalisé en 2007.
En 2022, la commune comptait 1 524 habitants, en évolution de −0,2 % par rapport à 2016 (Ille-et-Vilaine : +5,46 %, France hors Mayotte : +2,11 %).
| 1793  | 1800  | 1806  | 1821  | 1831  | 1836  | 1841  | 1846  | 1851  |
| ----- | ----- | ----- | ----- | ----- | ----- | ----- | ----- | ----- |
| 3 191 | 3 000 | 3 021 | 3 106 | 3 258 | 3 067 | 3 315 | 3 372 | 3 408 |

| 1856  | 1861  | 1866  | 1872  | 1876  | 1881  | 1886  | 1891  | 1896  |
| ----- | ----- | ----- | ----- | ----- | ----- | ----- | ----- | ----- |
| 3 183 | 3 050 | 3 115 | 3 061 | 2 982 | 2 903 | 2 890 | 2 774 | 2 664 |

| 1901  | 1906  | 1911  | 1921  | 1926  | 1931  | 1936  | 1946  | 1954  |
| ----- | ----- | ----- | ----- | ----- | ----- | ----- | ----- | ----- |
| 2 506 | 2 433 | 2 435 | 2 156 | 2 179 | 2 240 | 2 263 | 2 374 | 2 393 |

| 1962  | 1968  | 1975  | 1982  | 1990  | 1999  | 2006  | 2007  | 2012  |
| ----- | ----- | ----- | ----- | ----- | ----- | ----- | ----- | ----- |
| 2 195 | 2 049 | 1 818 | 1 795 | 1 747 | 1 682 | 1 635 | 1 626 | 1 608 |

| 2017  | 2022  | - | - | - | - | - | - | - |
| ----- | ----- | - | - | - | - | - | - | - |
| 1 498 | 1 524 | - | - | - | - | - | - | - |

## Lieux et monuments

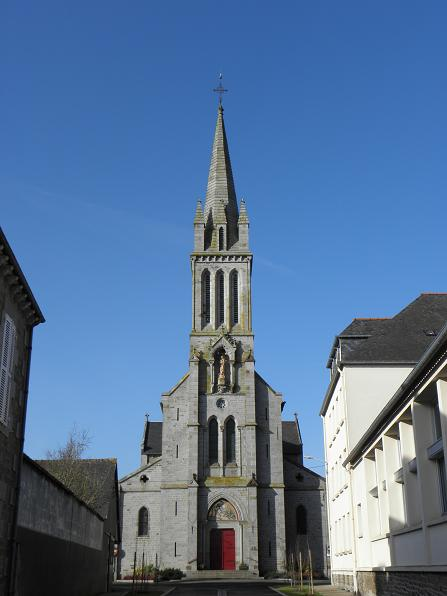
Église Saint-Georges (XIXe siècle).

- Église Saint-Georges (XIXe siècle) édifiée par Aristide Tourneux et Arthur Regnault.
- Manoir de la Morinais (XVIIe siècle).
- Manoir de la Chapelle.
- Le Manoir du Plessis-Breton.
- Chapelle du Bienheureux Julien-Maunoir (XVIIe siècle), sise dans sa maison natale.

## Activité, manifestations et labels
En 1998, la commune a obtenu le label Communes du patrimoine rural de Bretagne pour la richesse de son patrimoine architectural et paysager[réf. nécessaire].

## Personnalités liées à la commune
- Julien Maunoir (1606-1683), prêtre jésuite, prédicateur et missionnaire, béatifié, né dans la commune.
- Jean Janvier (1859-1923), maire de Rennes, né dans la commune.
- Armand Rébillon (1879-1974), historien, né dans la commune.